# Jonathan Spence
Jonathan Dermot Spence (* 11. August 1936 in Surrey in England; † 25. Dezember 2021 in Westhaven, Connecticut, Vereinigte Staaten) war ein US-amerikanischer Sinologe und Professor für Geschichte an der Yale University. Er galt als Spezialist für die neuere chinesische Geschichte vom 1. Opiumkrieg bis in die Gegenwart.

## Leben
Jonathan D. Spence war der Sohn von Dermot und Muriel Crailsham Spence. Nach seinem Abschluss am Winchester College 1954 verbrachte Jonathan Spence zwei Jahre als Soldat in Deutschland. Anschließend studierte er zunächst Geschichte an der Universität Cambridge. Neben seinen wissenschaftlichen Ambitionen befasste er sich intensiv mit Literatur – er schrieb Artikel und Satiren für die dortige Studierendenzeitung, Varsity, deren Chefredakteur er ein Jahr lang war.
Der Zugang zur Sinologie wurde Spence durch eine Mellon-Fellowship an der Yale University eröffnet. Dort weckten die Vorlesungen der Geschichtsprofessorin Mary Wright, geb. Clabaugh, über chinesische Geschichte sein Interesse. Mary Wright förderte Jonathan Spence und arrangierte ein Zusammenkommen mit dem Chinahistoriker Fang Chao-ying (Fang Zhaoying, 1908–1985). Als erster westlicher Sinologe und Historiker verwendete Spence die geheimen Palastmemoranden der Qing-Dynastie (Mandschu-Dynastie) im Palastmuseum auf Taiwan (National Palace Museum). Nach einer Promotion über die frühe Periode der Mandschu-Dynastie und einer von Sinologen begeistert aufgenommenen zweiten Veröffentlichung mit dem Titel To Change China: Western Advisers in China from 1620–1969 erhielt Spence 1971 einen Lehrstuhl für Geschichte an der Universität Yale. Zwischen 1983 und 1986 war Spence zudem Vorsitzender der historischen Fakultät, und in den Jahren 1988/89 leitete er das Whitney Humanities Center. Von 1993 bis zu seiner Emeritierung 2009 war er Sterling Professor an der Yale University. Dazwischen hielt er 2008 die jährlichen Reith Lectures auf BBC und 2010 die Jefferson Lecture des National Endowment for the Humanities. 2000 erhielt er die US-amerikanische Staatsbürgerschaft. Das erste Mal in China war Spence 1974. Davor war er bereits 1963 erstmals in Taiwan.
Vom Sinologen und Historiker John K. Fairbank über Mary Wright bis zu Jonathan Spence zieht sich eine enge Linie: Mary Wright betreute Spences Dissertation und war ihrerseits eine der ersten Studentinnen und Doktorandinnen Fairbanks: „When I began teaching Chinese history at Harvard in 1936 my first students turned out to be the brightest I would ever have—Theodore White as an undergraduate and Mary Clabaugh as a Ph.D. candidate. (...) Twenty years later, when both Wrights were invited from Stanford to come to Yale as professors of history, Mary Wright found her brightest student in the person of Jonathan Spence.“

## Wirken und Rezeption
Sein berühmtestes Werk veröffentlichte Spence 1990, das mittlerweile zu den wichtigsten Grundlagen der modernen Chinaforschung zählende Buch Chinas Weg in die Moderne (The Search for Modern China), das Chinas Entwicklung seit 1600 bis in die Neuzeit facettenreich beschreibt. In seinen anderen Büchern stehen häufig Personen und deren Biographie und Charakterisierung im Zentrum. Für seine Arbeiten bearbeitete er stets ausführlich chinesische Quellen respektive, wenn es um Beziehungen zwischen China und dem Westen ging, auch westliche Quellen, sowohl archivalische als auch publizierte Materialien. Auch wenn nicht immer klar ist, welche historische Frage in den Büchern beantwortet wird, wird Spence dennoch für seinen aufmerksamen und genauen Blick geschätzt. Sein Fokus liegt auf der genauen Aufarbeitung der Quellen und der Narration, während theoretische Bezüge und methodische Reflexion in Spences Werken kaum vorkommen.
Viele von Jonathan Spences Büchern wurden unter anderem auch ins Deutsche, Chinesische und Italienische übersetzt und werden sowohl im Westen als auch in China gelesen. Seine Bücher sind verständlich geschrieben und er lässt die porträtierten Menschen geradezu durch die Quellen sprechen. Als Reaktion auf die Veröffentlichung von Jonathan Spences Dissertationsarbeit (Ts’ao Yin and the K’ang-hsi Emperor. Bondservant and Master, 1966) befand der Sinologe Joseph R. Levenson, Spence schreibe wie ein Engel („The man writes like an angel“). Jürgen Osterhammel bezeichnete Jonathan Spence als einen „der größten Künstler der Vergegenwärtigung fremder Welten“ und führte an anderer Stelle euphorisch aus: „Gäbe es mehr als ein Jahrhundert nach Theodor Mommsens Auszeichnung aus dem Jahre 1902 abermals den Willen, einem sprachkünstlerisch bezwingenden, mit ungewöhnlicher Einbildungskraft begabten Historiker den Literaturnobelpreis zu verleihen, dann müsste Jonathan Spence zu den stärksten Kandidaten gehören, ist er doch ein von keinem Zeitgenossen übertroffener Meister des historischen Erzählens.“ Obwohl Jonathan Spence von sinologischen und historischen Fachkreisen hoch geschätzt wird, lässt ihn sein literarischer Schreibstil, der ihm auch Bekanntheit im breiteren Publikum verschaffte, in manchen Augen eher als Autor von niveauvoller Literatur denn als Autor von Sachbüchern erscheinen. Besonders bei seinem Buch The Question of Hu (deutsch: Der kleine Herr Hu. Ein Chinese in Paris) gingen die Meinungen diesbezüglich stark auseinander. Jürgen Osterhammel führt dies auf die Kluft zwischen „Wissenschaft“ und „Ästhetisierung“ zurück, die immer wieder zu hitzigen Diskussionen führt. Spence ist offensichtlich ein Befürworter der Verbindung von professionellem Wissenschaftsbetrieb und literarisch ansprechender Präsentation.

## Ehrungen und Auszeichnungen
Jonathan Spence erhielt zahlreiche Ehrendoktorate und Preise. Seine Dissertationsarbeit wurde 1965 mit dem John Addison Porter Prize ausgezeichnet. 1985 wurde er in die American Academy of Arts and Sciences aufgenommen, 1992 in die American Philosophical Society, 1997 in die British Academy und 2001 ernannte Queen Elizabeth II Spence zum Companion of the Order of St. Michael and St. George. 1988 war er MacArthur Fellow. Im Jahre 2004/2005 hatte er die Präsidentschaft der American Historical Association inne.
Nachdem er 2008 von Yale emeritiert war, blieb er in den USA. Er verstarb am 25. Dezember 2021 zu Hause im Alter von 85 Jahren. Nach Informationen seiner Frau Annping Chin, ebenso Professorin in Yale, lag die Todesursache in Komplikationen in Zusammenhang mit seiner Parkinson-Krankheit.

## Werke (Auswahl)
Belletristik
- Der kleine Herr Hu. Ein Chinese in Paris („The Question of Hu“). Deutscher Taschenbuch Verlag, München 1993, ISBN 3-423-30343-3.
- Verräterische Bücher. Eine Verschwörung im alten China („Treason by the book“). Hanser, München 2005, ISBN 3-446-20589-6.

Sachbücher
- Ich, Kaiser von China. Ein Selbstporträt des Kangxi-Kaisers („Emperor of China“). Insel-Verlag, Frankfurt/M. 1985, ISBN 3-458-14248-7.
- Ts`ao Yin and the K`ang-hsi Emperor. Bondservant and Master. 2. Auflage. Yale University Press, New Haven, Conn. 1988, ISBN 978-0-300-04278-8.
- Die Chinesen und ihre Revolution 1895–1980 („The Gate of Heavenly Peace. The Chinese and Their Revolution 1895-1980“). Deutscher Taschenbuch Verlag, München 1992, ISBN 3-423-30307-7 (früherer Titel Das Tor des Himmlischen Friedens).
- Chinese Roundabout. Essays in History and Culture. Norton, New York 1993, ISBN 0-393-03355-4.
- Die Geschichte der Frau Wang. Leben in einer chinesischen Provinz des 17. Jahrhunderts („The Death of Woman Wang“, 1978). Deutscher Taschenbuch Verlag, München 1994, ISBN 3-423-30390-5 (Nachdr. d. Ausg. Berlin 1987).
- God's Chinese Son. The Taiping Heavenly Kingdom of Hong Xiuquan. Norton, New York 1994, ISBN 0-393-03844-0.
- Das Jahrhundert Chinas („The Chinese century“). Bertelsmann Verlag, München 1996, ISBN 3-570-12282-4.
- The Chan's Great Continent. China in Western Minds. Penguin Books, London 2000, ISBN 0-14-028174-6.
- Chinas Weg in die Moderne („The Search for Modern China“). Deutscher Taschenbuch Verlag, München 2001, ISBN 3-423-30795-1.
- Mao („Mao Zedong“). Claassen Verlag, München 2003, ISBN 3-546-00261-X.
- The Memory Palace of Matteo Ricci. Quercus Press, London 2008, ISBN 978-1-84724-344-7 (Nachdr. d. Ausg. New York 1984).
- Die Rückkehr zum Drachenberg. Ein Exzentriker im China des 17. Jahrhunderts („Return to Dragon Mountain“). Hanser, München 2009, ISBN 978-3-446-23415-4 (Biographie über Zhang Dai).